# Pierre Rondot
 (juin 2013).
Si vous disposez d'ouvrages ou d'articles de référence ou si vous connaissez des sites web de qualité traitant du thème abordé ici, merci de compléter l'article en donnant les références utiles à sa vérifiabilité et en les liant à la section « Notes et références ».
Pierre Rondot, né le 2 juin 1904 à Versailles (Yvelines) et mort le 6 avril 2000 (7e arrondissement de Lyon), est un général français, spécialiste du Proche-Orient. Il est l'un des précurseurs des études kurdes.

## Biographie

### Jeunesse et études
Pierre Rondot est né le 2 juin 1904 à Versailles et mort le 6 avril 2000 à Lyon dans sa 97e année. Il est le fils d'Augustin Georges Eugène Rondot, capitaine d'artillerie et officier d'ordonnance du général commandant le département de Seine-et-Oise au moment de la naissance de son fils, et de Jeanne Violaine Adèle Lesay.
Pierre Rondot entre à l’École spéciale militaire de Saint-Cyr en 1922. Il soutient, en 1946, une thèse de doctorat en droit droit sur « les Institutions politiques au Liban, des communautés traditionnelles à l’État moderne », publiée un an plus tard par les éditions Maisonneuve. 
Pierre Rondot se marie avec Fanny Éliane Fradet le 23 juin 1930 à Beyrouth. Après le décès de son épouse, Pierre Rondot épouse en secondes noces Mathilde Alexandrine Chanavat (1931-2024), à Lyon, le 17 avril 1974.
Le fils de Pierre et Éliane Rondot, Philippe Rondot (1936-2017), également arabisant, devenu général de division des renseignements français et qui aura conseillé plusieurs ministres de la Défense, sera mis sur le devant de la scène médiatique au cours de l'affaire Clearstream 2.

### Parcours professionnel
Il rejoint la Légion étrangère en 1926. Intégré en 1928 dans les services de renseignements du Haut-Commissariat de la France en Syrie et au Liban, il est nommé à Beyrouth.
Pierre Rondot faisait partie du « R1 » (le Service action de l'époque), et a servi au Proche-Orient. Il a notamment participé à la création des services de renseignement syriens et libanais pendant le mandat français..[Information douteuse].
À Hassaké, en août 1933, il assiste, consterné, à l’arrivée des réfugiés assyro-chaldéens rescapés des massacres en Irak. Il écrira de nombreuses études sur ces communautés, et sur les chrétiens d’Orient en général. 
Il est observateur de l’ONU en Palestine en 1949 et Directeur de l’administration centrale de l’armée tunisienne jusqu’à l’indépendance de ce pays en 1956. Le sociologue du Monde Arabe, Robert Montagne - alors directeur de l’Institut d’Études Arabes de Damas, et ensuite directeur du Centre des hautes études sur l'Afrique et l'Asie modernes (CHEAM), lui propose de faire partie de son équipe de recherche sur le monde arabe. Pierre Rondot lui succédera à la direction du CHEAM en 1955 qu’il dirige jusqu’en 1967.
À partir de cette époque, Pierre Rondot enseigne dans divers Institut d'études politiques (Institut d'études politiques de Paris, IEP de Lyon et de Grenoble). Il conclut en juin 1961 sa carrière militaire avec le grade de général de brigade. Il est Commandeur de la Légion d’Honneur, officier de l’Ordre du Cèdre, et Croix de Guerre. Il décède à Lyon, le 6 avril 2000. 

### Un ami des Kurdes
Dès les débuts de sa mission à Beyrouth, il se met à étudier de manière approfondie le pays où il se trouve. C'est à cette époque qu’il fait la connaissance des princes Celadet et de Kamuran Bedir Khan. Il apprend le kurde, appuie le mouvement littéraire et culturel kurde de l’« École de Damas » et collabore à la revue Hawar (1932-1943).
Tout comme le diplomate et linguiste Roger Lescot et le père Thomas Bois, Pierre Rondot compte parmi les premiers « amis français » des Kurdes. Comme eux, il ne s'est pas limité à chercher à instrumentaliser la cause kurde dans un sens politique, mais s'est aussi consacré à des études et des recherches ethnologiques et sociologiques sur le peuple kurde.

## Publications et travaux
Pierre Rondot publie de nombreux ouvrages savants et des dizaines d’études et d’articles qu’il fait paraître dans divers journaux et revues (Le Monde Diplomatique, La Croix, Réforme, Défense nationale, France-Pays arabes, etc.) qui s’imposent rapidement comme référence pour comprendre les Kurdes, le monde arabe, les chrétiens d’Orient et les Arméniens,. On peut notamment citer : 
- « Quelques problèmes politiques du Proche Orient », Becid Basimevi, Istanbul, 1944, 32 p.
- « Les Tribus montagnardes de l'Asie antérieure », Bulletin d' ethnologie orientale de l'Institut français de Damas, VI, 1937, p. 1-50.
- « Les Kurdes de Syrie », La France méditerranéenne et africaine, II/2, Sirey, Paris, 1939, p. 81-126.
- « Les Kurdes », Bibliothèque du Centre CHEAM de l'université de Paris, 1937, 45 p. [non publié]
- « Les chrétiens d’Orient », Cahiers d’Afrique et d’Asie, IV, Peyronnet, 1955
- L’Islam et les Musulmans d’aujourd’hui, Éditions de l’Orante, 1958
- Destin du Proche-Orient, Les éditions du Centurion, 1959
- « La nation kurde en face des mouvements arabes », Orient, no 7, 1958.